# マーシン・パトルザレク
マーシン・パトルザレク（ポーランド語:Marcin Patrzałek, 2000年10月6日 - ）は、 ポーランドのギタリスト、作曲家、プロデューサー。

## 概要
フィンガースタイルやパーカッシブギターの技法を現代の電子音楽や管弦楽と組み合わせた音楽を創作している。 2015年にポーランドの才能発掘番組『Must Be The Music』 に出演した後、彼の名が知られることとなった。パトルザレクは『Must Be The Music』で優勝し、賞金約300万円（100,000ズウォティ）を獲得し、さらに約300万円（100,000ズウォティ）で同国のラジオ局RMF FMでの宣伝が約束された。
ポーランドでの成功の後、デビューLP『HUSH』がリリースされた。LPにはスペインの作曲家イサーク・アルベニスによる楽曲『アストゥリアス（伝説）』 のカバーが収録されており、パーカッシブにアレンジされている。そのミュージックビデオは CandyRat Records より公開された。人気はポーランド国外に急速に広がり、ミュージックビデオはローリング・ストーンや、Metal Hammer、 Classic FM、Guitar World、Billboard など主要媒体で取り上げられている。
パトルザレクのパフォーマンス動画は2億回以上再生されており、アコースティックギター1本でのクラシック音楽のアレンジから、ポピュラー、ロック、そして自作曲に至るまで、幅広いジャンルの演奏をアップしている。
2018年には、日本発のギターブランドとして知られる Ibanez acoustic guitars の公式エンドーサーになった。同年、イタリアの才能発掘番組である『Tu Si Que Vales』の第5シーズンで優勝し、審査員からのスタンディングオベーションを受ける。賞金は10万ユーロであった。後に、『アメリカズ・ゴット・タレント』に出場し、海外での知名度を高めると同時に、パフォーマンスはネット上でも話題を呼んだ。Instagram や TikTok で、トム・モレロ、ポール・スタンレー、Dweezil Zappa、Tosin Abasi、ヴァーノン・リードなどの著名人からも称賛を得ている。
2020年初頭、Sony Music の子会社である Sony Masterworks と独占レコーディング契約を結び、2枚のシングルがリリースされた。2023年には、Netflix の実写ドラマ『ONE PIECE (テレビドラマ)』で、ミホークのキャラクターテーマを作曲した。

## 経歴

### 2010 – 2015：キャリアのスタート、『Must Be The Music』での優勝
地元の教師であった Jerzy Pikor の指導の下、10歳でクラシック・ギターを弾き始める。 2年後、スペインのギタリスト Carlos Pinana からフラメンコの奏法を学び、13歳の頃にはアコースティックギターでフィンガースタイルの演奏を始めた。 それから1年間、自己流の練習を続け、2015年にポーランドの才能発掘番組『Must Be The Music』の第9シーズンで優勝。また、その頃には、パソコンで電子音楽を制作し、それをギター演奏と組み合わせ始めたことが、デビューアルバム『HUSH』に繋がっている。

### 2016 − 2018：デビューLPの発売、『Tu Si Que Vales』での優勝、RevampEP
2016年16歳で、ポーランドのレーベル My Musicより、デビューLP『HUSH』をリリースする。このアルバムには、アコースティックギターと電子音楽や管弦楽の要素を取り入れた、6つのオリジナルトラックやアレンジ、電子リミックス曲が含まれている。同年に行われた国際フィンガースタイルコンペティション「ギターマスターズ」でファイナリストに、翌年には国際クラシックギターホアキン・ロドリーゴコンペティションで優勝している。2018年3月、日本発のギターブランドIbanez guitarsの公式エンドーサーに就任。パトルザレクの使用モデルは AE900-NT。
この頃、YouTubeに投稿したソロギターアレンジ動画が注目を集め始めた。特に2016年に投稿したシステム・オブ・ア・ダウン の 「Toxicity」アレンジは、彼の動画としては初めて、YouTube や Facebook での再生回数が千万回を超えた。その後、フィッシュマン社やWLゴア&アソシエイツ社などの企業の広告にも起用されている.
2018年、イタリアの才能発掘番組『Tsu Si Que Vale』第5シーズンに出演。オーディションの中で披露したベートーヴェン第5交響曲のアレンジは、満場一致で賛成票を獲得し、決勝進出。決勝ではQueenの『Innuendo』を組み合わせた自作曲「Asturias」のアレンジを披露した。最終候補者3名の中で、視聴者票を50％以上獲得し優勝する。
2018年11月12日、初のEPとなる『Revamp』をリリース。人気のアレンジをまとめたコンピレーションレコードである。同年、オリジナルシングル『Baba Yaga』もリリース。

### 2019 − 現在：AGTへの出演とレコード契約
オーディション番組出演や、パフォーマンスビデオがネット上で話題になった後、パトルザレクは2018年と2019年に複数の国でツアーを行っている。
2019年には『America's Got Talent』シーズン14に出演し、準決勝で敗退した。この時のパフォーマンスがきっかけとなり、Sony Music の傘下である Sony Masterworks と独占契約を結ぶことになる。これまでに「Moonlight sonata」 と「Snow Monkey」の2つのシングルがリリースされている。いずれも自身のプロデュースにより、モダンでエレクトロニックな要素を含んでいる。「Snow Monkey」はこれまでの作品やスタイルとは異なり、レゲトンの影響を強く受けている。新型コロナウイルスの世界的流行の中、Instagram や TikTok などのソーシャルプラットフォームでの活動が増えたことで数百万に上るフォロワーを得た。
2022年3月、パトルザレクはロンドンのロイヤル・アルバート・ホールで開催された7つのコンサートで、特別ゲストとして出演した。Youtube では、日本人ギタリスト Ichika Nito と初のコラボレーションを行い、「Just The Two Of Us」のギターアレンジを披露した。
パトルザレクは、メジャーレーベルデビューアルバムの制作に取り組んでいると述べている。
| Year | Title |
| ---- | ----- |
| 2016 | Hush  |